# Angel Dimitrow
Angel Simeonow Dimitrow (auch Angel Simeonov Dimitrov bzw. Angel Dimitrov transliteriert, bulgarisch Ангел Симеонов Димитров; * 14. November 1945 in Sofia) ist ein bulgarischer Historiker, Balkanologe und Diplomat, Mitglied des Tschitalischte-Beirates beim Bulgarischen Kulturministerium. 2021 wurde Dimitrow die höchste Auszeichnung der Republik Bulgarien, der Stara Planina Orden I. Klasse verliehen.
Seine Forschungen gelten der Geschichte Südosteuropas und er gilt dank seiner Botschaftszeit während des Staatsaufbaus, als einer der besten Kenner der Geschichte Nordmazedoniens.

## Leben
Angel Dimitrow wurde 1945 in der bulgarischen Hauptstadt Sofia, noch im Zarentum Bulgarien geboren. Nach dem Abitur studierte er Geschichte an der Universität Sofia. Sein Studium schloss er 1970 ab. 1978 verteidigte er seine Dissertation Die Bulgarische Bildungsbewegung nach dem Krimkrieg 1856–1872 und die nationale Revolution (aus dem Bulg. Българското учебно дело след Кримската война 1856 – 1872 и националната революция) an der Bulgarischen Akademie der Wissenschaften (kurz BAN), unter der Leitung von Wirginija Paskalewa. Ab 1977 ist Dimitrow Wissenschaftler am Institut für Geschichte der BAN, ab 1987 Akademiker.
Nachdem Bulgarien die Unabhängigkeit der ehemaligen Jugoslawischen Republik Mazedonien am 15. Januar 1992 als erster Staat anerkannte, vertrat Angel Dimitrow ab September des gleichen Jahres als bulgarischer Konsul und ab Dezember 1993 im Rang eines Botschafters Bulgarien in der nordmazedonischen Hauptstadt. Als bulgarischer Vertreter vor Ort bereitete er 1993 den Staatsbesuch des bulgarischen Präsidenten Schelju Schelew vor, den ersten Besuch eines ausländischen Staatsoberhauptes in Nordmazedonien. Damit wurde zusätzlich das Interesse Bulgariens an einem unabhängigen Staat Nordmazedonien gegenüber Griechenland und Miloševićs Jugoslawien untermauert, welche bereits zuvor eine Aufteilung den Landes diskutierten. Dimitrow war der zweite ausländische Vertreter in Nordmazedonien überhaupt und maßgeblich am Aufbau des Diplomatischen Corps dort beteiligt.
Als im Zuge des Namensstreites Griechenland der ehemaligen jugoslawischen Republik vom Süden aus ein Wirtschaftsembargo auferlegte, im Norden die Jugoslawienkriege ausbrachen und die Ölversorgung des Landes zusammenbrach, schlug Dimitrow der bulgarischen Regierung vor, den Hafen und die Raffinerie von Burgas für Lieferungen ins benachbarte Nordmazedonien zu öffnen. In der Folge verlief bis Ende 1994 die Hauptversorgung des jungen Balkanstaates durch Bulgarien, womit das griechische Embargo wesentlich geschwächt wurde. Dimitrow war zudem maßgeblich an der Ausarbeitung der gemeinsamen Deklaration für Freundschaft und gute Nachbarschaftsbeziehungen, welche beim Besuch des nordmazedonischen Ministerpräsidenten Ljubčo Georgievski 1999 in der bulgarischen Hauptstadt unterzeichnet wurde, sowie der Koordinierung der bulgarischen Militärhilfe während des Albanischen Aufstandes in Mazedonien von 2001 beteiligt. Über die Zeit des nordmazedonischen Staatsaufbaus schrieb er sein Buch Die Geburt eines Staates. Die Republik Mazedonien zwischen dem Jugoslawismus und Nationalismus (aus dem Bulg. Раждането на една държава. Република Македония между югославизма и национализма).
Dimitrow war bulgarischer Botschafter in Nordmazedonien bis Juli 2001 und in den folgenden zehn Jahren Leiter der Abteilung Geschichte der Bulgarischen nationalen Frage (aus dem Bulg. История на българския национален въпрос) am Institut für Geschichte der BAN. Sein Nachfolger als Botschafter in Nordmazedonien wurde Aleksandar Jordanow. Zwischen 2012 und 2016 war Dimitrow bulgarischer Botschafter in Serbien, bevor er von der bulgarischen Regierung mit Radko Wlajkow ersetzt wurde.
Seit seiner Rückkehr nach Bulgarien ist Dimitrow Vorsitzender der akademischen Generalversammlung der Wissenschaftler am Institut für Geschichte bei der BAN und Mitglied des Wissenschaftlichen Rats des Instituts und Mitglied des Redaktionsteams der Zeitschrift Historical Review (Istoričeski Pregled).
Nach dem Fall des Regimes von Nikola Gruevski, der die bulgarisch-nordmazedonische Freundschaftsdeklaration von 1999 nicht anerkannte und sich eine Annäherung an Bulgarien widersetzte, gelang es Bulgarien 2017 mit dem Ministerpräsidenten Zoran Zaev ein Freundschaftsvertrag zu beschließen. Dieser sieht (Artikel 8) die Gründung einer gemeinsamen Geschichts- und Schulbuchkommission vor, welche historische Streitthemen wie die Vereinnahmung von Personen (z. B. Zar Samuil) und Ereignisse (z. B. Entstehung des Kyrillischen Alphabets) der bulgarischen Geschichte seitens Nordmazedoniens, bearbeiten soll. Seit 2018 ist Angel Dimitrow Co-Leiter dieser Kommission.

## Trivia
Angel Dimitrow ist mit Rumjana Stantschewa, Dozentin für vergleichende Literaturwissenschaft (Komparatistik) an der Universität Sofia, verheiratet. Stantschewas Vater ist der Dichter Latschezar Stanschew und ihre Mutter ist eine Tochter von Wladimir Bojadschiew. Bojadschiew leitete die revolutionäre Region Ohrid der IMARO während des Ilinden-Preobraschenie Aufstandes von 1903 gegen die osmanische Obrigkeit (siehe Makedonische Bulgaren).
Nach dem Vorschlag und mit der Unterstützung Dimitrows, wurde eines seiner Lieblingsbücher Подгревање на вчерашниот ручек (Warming Up Yesterday’s Lunch; novel, 1988) des nordmazedonischen Schriftstellers Mile Nedelkovski verfilmt.
Angel Dimitrow spricht Englisch, Russisch und nutzt Tschechisch und Serbisch.

## Publikationen (Auswahl)
- Die Schule, der Fortschritt und die Nationale Revolution. Die bulgarische Schule während der Aufklärung (aus dem Bulg. Училището, прогресът и националната революция Българското училище през Възраждането), Verlag BAN, Sofia, 1987
- Den Buchhändler den alle Minister nannten (Christo Danow) (aus dem Bulg. Книжарят, когото наричаха министър), Verlag Ch. Danow, Plowdiw, 1988
- Geschichte Bulgariens (aus dem Albanischen Historia e Bullgarisë), 2006 (Co-Autor)
- Die Geburt eines Staates. Die Republik Mazedonien zwischen dem Jugoslawismus und Nationalismus (aus dem Bulg. Раждането на една държава. Република Македония между югославизма и национализма), Akademischer Verlag Marin  Drinow, Sofia, 2011, ISBN 978-954-322-456-2